# دادگاه ایالتی

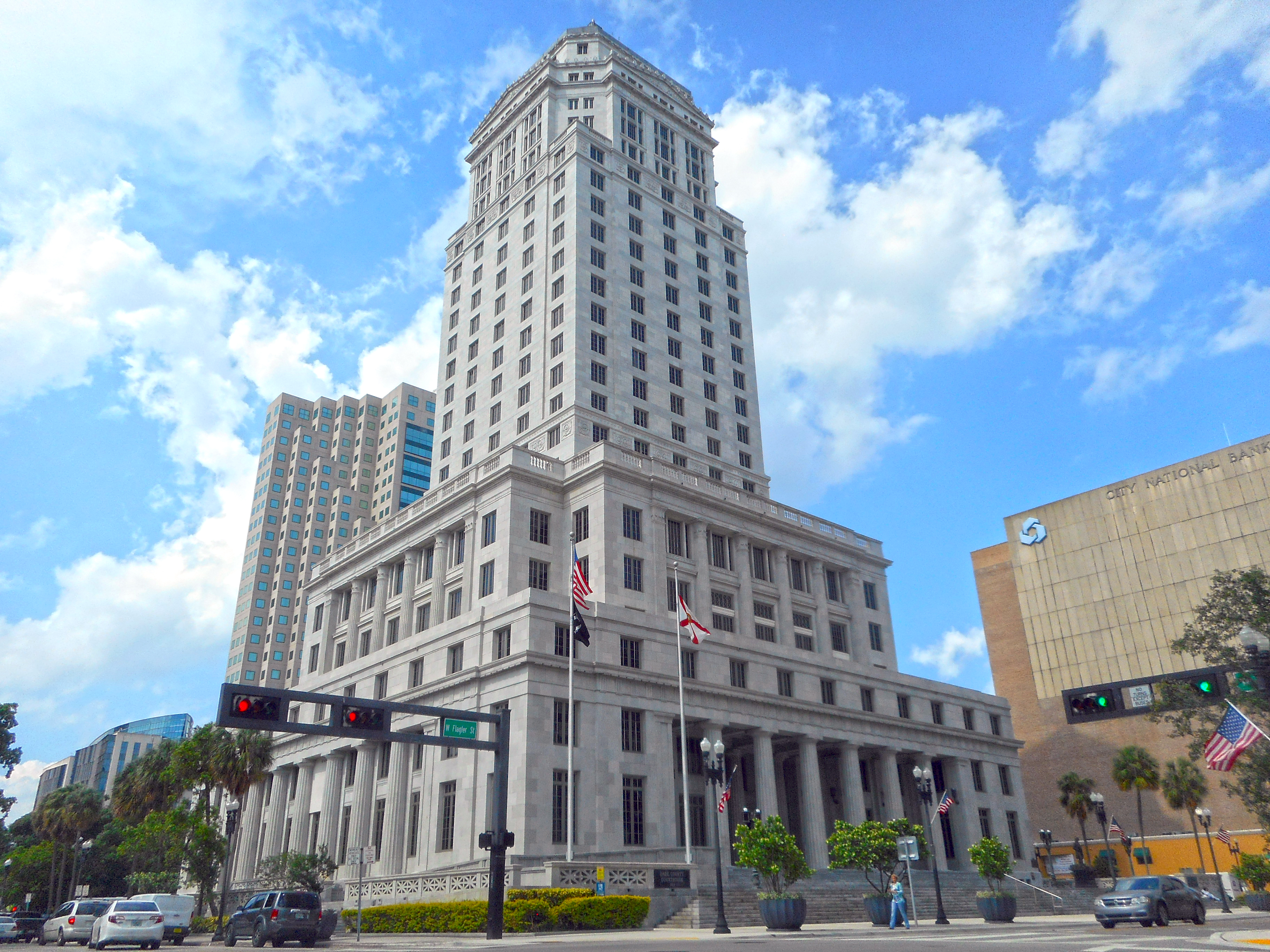
ساختمان مرکزی دادگاه ایالتی

در آمریکا حوزه قضایی یک دادگاه ایالتی در مناقشاتی است که به یک ایالت آمریکا ارتباط دارند، نه با حکومت فدرال. دادگاه‌های ایالتی اکثریت قریب به اتفاق پرونده‌های جنایی و مدنی در آمریکا را حل و فصل می‌کنند؛ قوه قضاییه فدرال ایالات متحده آمریکا پرونده‌های متفاوتی را حل و فصل می‌کنند.